# Marcgravia sintenisii
Espèce
Marcgravia sintenisii (appelée shingleplant en anglais) est une espèce de plantes à fleurs de la famille des Marcgraviaceae.
C'est une plante vivace qui est endémique de Porto Rico.